# Carl Sieg
Pour les articles homonymes, voir Sieg (homonymie).
Carl Sieg, né le 4 août 1784 à Magdebourg et mort le 13 avril 1845 dans la même ville, est un peintre et lithographe allemand.

## Biographie
Carl Sieg naît le 4 août 1784 à Magdebourg,.
Fils du relieur Friedrich Christian Sieg, il étudie la peinture à l'Académie des Arts de Berlin et à l'école provinciale d'art de Magdebourg. À partir de 1808, il étudie avec Franz Ludwig Catel à Paris, où il suit également des cours à l'école de peinture de Jacques-Louis David. De 1813 à 1816, il vit en Italie, principalement à Rome, où il participe à la fondation de la Künstlerhilfskasse et travaille aux côtés des artistes Peter von Cornelius, Johann Friedrich Overbeck et Wilhelm von Schadow. À l'exception des années 1819-1821, où il travaille à Berlin, il passe le reste de sa vie dans sa ville natale, travaillant principalement comme lithographe et portraitiste. À Magdebourg, il réalise de nombreux portraits de membres de différentes familles ainsi que des portraits d'ecclésiastiques et de personnalités politiques.
Parmi ses meilleures œuvres figure un retable représentant la pose du corps du Christ au pied de la croix par Joseph d'Arimathie (Niederlegung des Leichnams Christi am Fuße des Kreuzes durch Joseph von Arimathia, 1818) pour l'église Saint-Sébastien de Magdebourg. En commémoration du 200e anniversaire de la destruction de Magdebourg (1631) pendant la guerre de Trente Ans, il peint un portrait du célèbre pasteur luthérien Reinhard Bake (1587-1657). Un certain nombre d'œuvres de Carl Sieg font partie des collections du Kulturhistorisches Museum de Magdebourg.
Carl Sieg meurt le 13 avril 1845 dans sa ville natale.